# Vin Garbutt
Vin Garbutt, geboren als Vincent Paul Garbutt (South Bank (Middlesbrough), 20 november 1947 - aldaar, 6 juni 2017) was een folkzanger en songwriter.
Garbutt was via zijn moeder tweede generatie Iers, maar via zijn vader was hij een Engelse muzikant. Hij speelde gitaar en tin whistle. Een groot gedeelte van zijn repertoire bestaat uit protestliederen. Na zijn schoolbezoek besloot hij op 21-jarige leeftijd muzikant te worden en ging als straatmuzikant werken aan de Middellandse Zeekust van Spanje en hij ging via Gibraltar naar Marokko. Daar ontstond zijn talent voor het schrijven van zijn liederen.
Terug in Engeland in 1972 maakte hij zijn eerste album voor Bill Leader - The Valley Of Tees. Hiermee vestigde hij zich als een bepaald soort zanger, waarover een blad schreef; Vin Garbutt was groen lang voor de Groenen groen waren.
Als "THE Man of British Folk Music in de tachtiger jaren ging hij toeren in; de Verenigde Staten, Canada, Australië, Hongkong, Indonesië, Joegoslavië, Nederland, België, Duitsland, Spanje, Frankrijk, Denemarken, Ierland, Nieuw-Zeeland, Cyprus, Singapore, Thailand en Bermuda.
In 2001 publiceerde Vin The Vin Garbutt SongBook. De collectie omvat zijn bijna 30-jarige loopbaan van The Valley Of Tees geschreven in 1971 tot The Troubles Of Erin geschreven in 1999. Kort daarop kwam een cd met dezelfde titel uit.
In 2001 won Garbutt de prijs voor "Best Live Act" bij de BBC Radio 2 Folk Awards en werd hij ook genomineerd als "Folk Singer of the Year", een prijs die uiteindelijk Norma Waterson ten deel viel. In 2007 was hij opnieuw genomineerd voor de prijs van Best Live Act, maar die ging naar de Engelse folkband Bellowhead.
In mei 2017 onderging hij een zware hartoperatie waarna hij enkele weken later toch overleed.

## Discografie

### Albums
- Valley of Tees (1972)
- The Young Tin Whistle Pest (live) (1974)
- King Gooden (1976)
- Eston California (1977)
- Tossin' a Wobbler (1978)
- Little Innocents (1983)
- Shy Tot Pommy (1985)
- When The Tide Turns (1989)
- The Bypass Syndrome (1991)
- Plugged! (live) (1996)
- Bandalised (1994)
- Word Of Mouth (1999)
- The Vin Garbutt Songbook Vol.1 (2003)
- Persona…Grata (2005)